# Pont-de-Veyle
Pont-de-Veyle is een gemeente in het Franse departement Ain (regio Auvergne-Rhône-Alpes). De gemeente telde 1.600 inwoners op 1 januari 2022.
Aan het einde van de 16e eeuw was de plaats grotendeels protestants en was er een protestantse kerk met aan het hoofd predikant en theoloog Théophile Cassegrain. Rond 1660 werd de protestantse kerk gesloten.

## Geografie
De oppervlakte van Pont-de-Veyle bedroeg op 1 januari 2022 1,94 vierkante kilometer; de bevolkingsdichtheid was toen 824,7 inwoners per km². De Veyle stroomt door de gemeente.
De onderstaande kaart toont de ligging van Pont-de-Veyle met de belangrijkste infrastructuur en aangrenzende gemeenten.

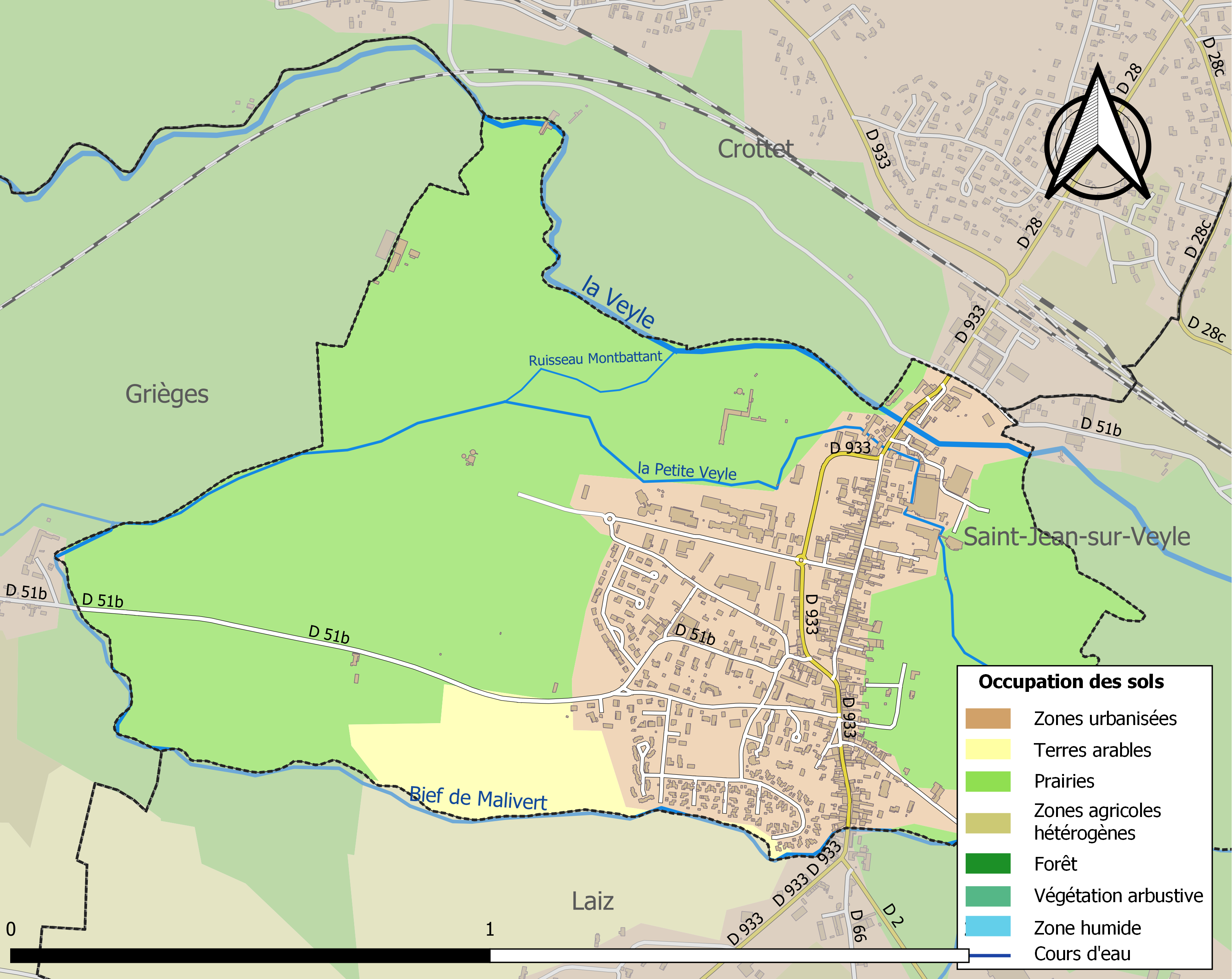

## Demografie
Onderstaande figuur toont het verloop van het inwoneraantal van Pont-de-Veyle vanaf 1962. De cijfers zijn afkomstig van het Frans bureau voor statistiek en bevatten geen dubbel getelde personen (volgens de gehanteerde definitie population sans doubles comptes).

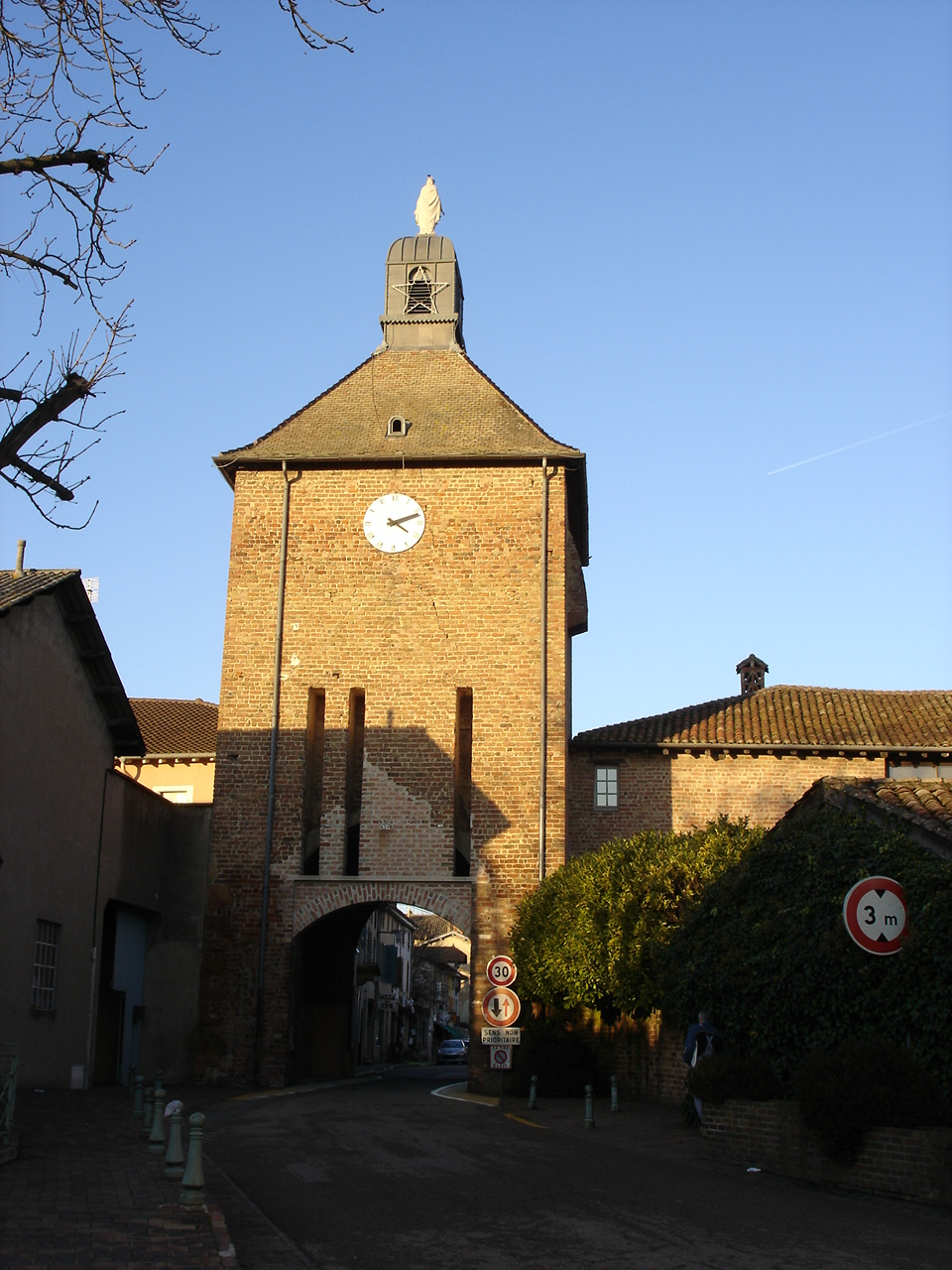
Klokkentoren in Pont-de-Veyle

Vanwege een beveiligingsprobleem met de MediaWiki Graph-software is het momenteel niet mogelijk deze grafiek weer te geven. Zodra de software is bijgewerkt zal de grafiek vanzelf weer zichtbaar worden.